# 杭州电影院列表

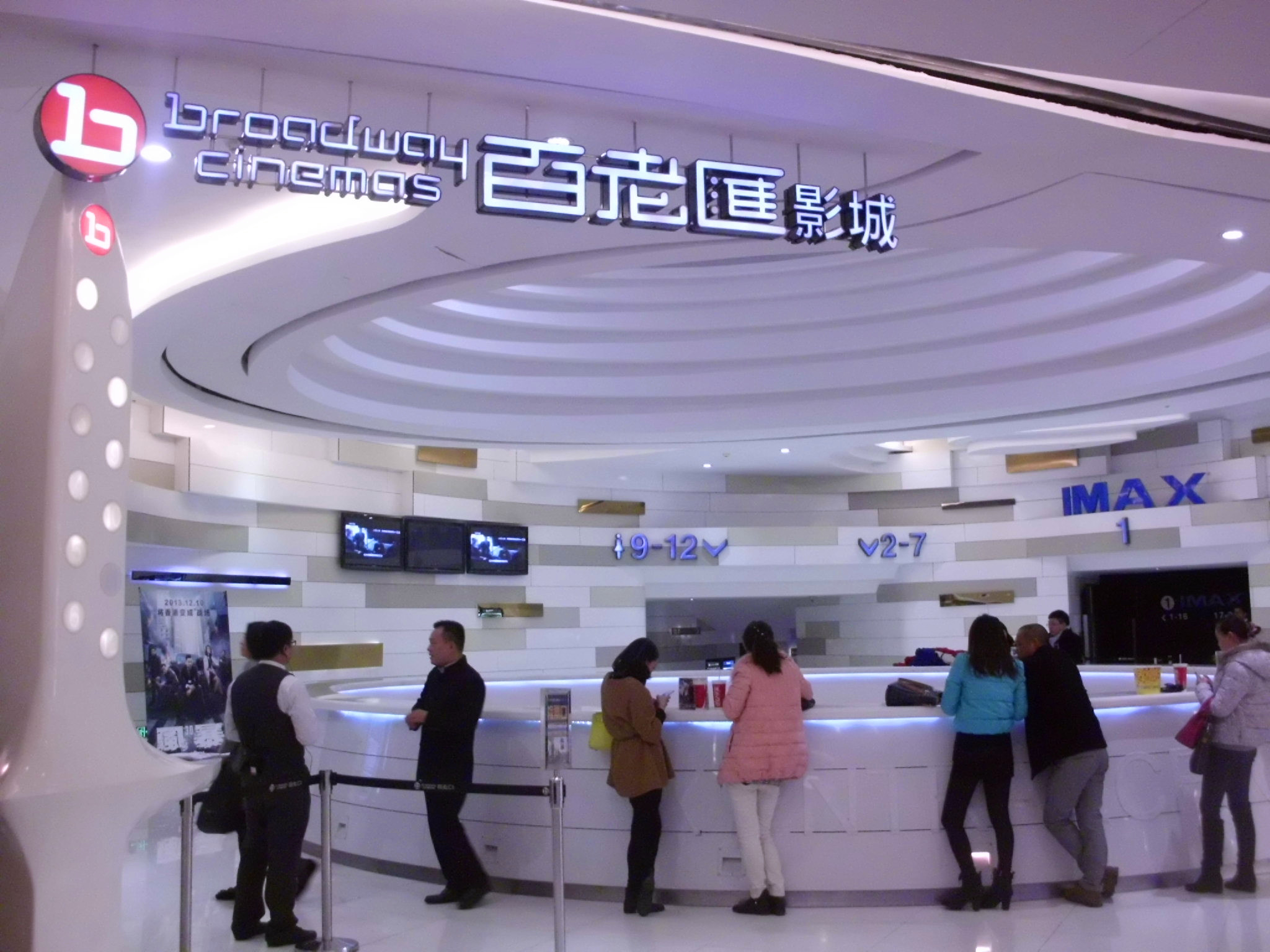
杭州百老汇影城

以下是杭州市八个市辖区现有电影院的列表，不包括富阳等县市。截至2017年10月，整个杭州地区共有145家影院。

## 简介
浙江时代院线是浙江最大的一个电影院线，包括庆春电影大世界、翠苑电影大世界、奥斯卡电影大世界、近江电影大世界、众安电影大世界、华元电影大世界、杭州转塘时代电影大世界影城、恒隆电影大世界、杭州光影影院、杭州金象影城等多家影院。
浙江星光院线是另外一家电影院线，包括浙江新远国际影城、卢米埃影城、西湖电影院、新华影都、杭州新世界影城、浙江胜利剧院、滨文电影大世界、杭州泽艺影城、杭州蓝钻影城等多家影院。
杭州目前有五家包含IMAX影厅的影院，为杭州百老汇影城、浙江新远国际影城，2014年12月开业的杭州万达影城水晶城店和杭州万达影城广场店，以及2015年4月开业的杭州佳映IMAX影城。而浙江新远国际影城、杭州百老汇影城、杭州传奇奢华影城各有12个厅共2000余座位，是浙江省规模最大的影院。2013年开业的杭州金象影城和杭州蓝钻影城、以及2014年开业杭州黄龙影城、海上明珠国际影城西湖银泰城店各拥有一个4D动感影厅。
杭州目前有三家香港公司投资的影城，分别为杭州UME国际影城、杭州百老汇影城和杭州比高电影院。
全价票价比较贵的影院分别为杭州百老汇影城、浙江新远国际影城、杭州传奇奢华影城，其3D电影票往往在100元至110元，IMAX3D则要花费150元。

## 影院列表
- 庆春电影大世界，拱墅区庆春路60号东清大厦E座，1999年8月8日开业，建筑面积7000平方米，三个楼面共设14个影厅1470个座位，其中8个数字影厅。它曾是浙江省规模最大的一家影院。2000年该院取得全国票房冠军，2004年票房达到2008万元位居全国前五名。[7]
- 翠苑电影大世界，杭州市文一路298号，2002年2月8日开张，13个影厅分布在同一层面，共设座位1450座，其中最大的影厅为280座[8]。
- 浙江奥斯卡电影大世界，拱墅区龙游路38号，位于武林女装特色街区，建筑面积3000多平方米，其中有500多平米超大休闲空间，9个影厅可容纳近千名观众[9]。
- 众安电影大世界，市香积寺路21号，由浙江时代电影院线与浙江众安华纳大酒店有限公司联合投资700余万元，有6个影厅539个座位[10]。
- 新华影都，拱墅区庆春路169号娃哈哈美食城三楼，8个影厅共723座位[11]。
- 西湖电影院，拱墅区平海路115号，坐落于西子湖畔，7个影厅有891个席位[12]。
- 近江电影大世界，市近江路1号1幢4楼，是浙江省电影有限公司旗下的第十家“时代院线”影院，位于“好又多”超市四楼，占地面积4800平方米，11个影厅可容千余观众[13]。
- 浙江胜利剧院，上城区延安路279号，始建于1934年，是目前浙江省最主要的省属专业剧场之一。剧院观众厅内设二层共713个座位（一层有391个座位，二层有322个座位）[14]。
- 杭州UME国际影城，西湖区文二西路551号西城广场4楼，香港导演吴思远投资，占地5000平方米，有11个放映厅。其中有1个可全自动调节座位、25个真皮沙发座椅的贵宾厅，还有1个全国独家的彩虹主题影厅[15]。
- 卢米埃杭州银泰影城，上城区庆春东路银泰百货庆春店6层，卢米埃影业建立的品牌旗舰影院，11个影厅近1500个座位[16]。
- 杭州华元电影大世界，上城区下沙经济开发区2号大街华元十六街区商城三楼，由浙江省电影有限公司与杭州华元房地产集团有限公司共同投资，总面积3000余平方米，有7个影厅，主要面向开发区市民、创业者和大学生群体，票价低廉[17]。
- 中影国际影城 (杭州星光大道店)，滨江区江南大道228号星光大道2幢4层，由中影集团联合深圳新南国电影管理机构投资。一期总投资3000万，总面积近4000平方米，有6个影厅600余座位；二期项目规划9个影厅1600座，预计2015年开业[18]。
- 浙江新远国际影城，西湖文化广场8号（C区），浙江新远文化产业集团投资6000万，总面积近1万平米，有16个数字影厅近2000个座位。其中12个普通厅，3个VIP厅，以及1个IMAX影厅（面积逾500平方米，容纳344人，屏幕宽20米，高12米）[19]。
- 杭州百老汇影城，上城区富春路701号万象城三层，2010年8月开业，香港百老汇院线投资，位于钱江新城万象城第三、四、五层第358、458、558号商铺，面积8000余平方米，有12个厅（含1个IMAX影厅，银幕高12米，宽22米，可容纳464名观众，是杭州第一家IMAX影院）共2000余座位[20]，它目前是百老汇戏院投资金额最大、经营面积最大的一家影院，也是浙江省规模最大的影院 （页面存档备份，存于）。
- 杭州比高电影院，市拱墅区小河路488号运河天地4幢，周星驰旗下的香港比高集团投资，建筑面积3000平方米，有10个放映厅约1300多个座位[21]。
- 新远下沙影城，下沙经济技术开发区文泽路99号福雷德广场B座，是浙江新远文化产业集团继浙江新远国际影城后投资的另一家影院，位于下沙福雷德广场地下一层，建筑面积2500多平方米，有6个影厅（含1个豪华VIP厅）[22]。
- 杭州转塘时代电影大世界影城，西湖区转塘街道美院南路99号4楼，总投资1000余万，6个影厅有667座位[23]。
- 滨文电影大世界，滨江区滨文路577号华润超市旁四楼，星光院线旗下影院，3个影厅容纳300多观众[24]。
- 杭州贝弗利影城，上城区延安路南端18号天风商厦地下一层，2011年11月开业，由杭州恒基能源实业有限公司投资[25]。
- 杭州金逸国际影城，位于上城区南宋御街168号，建筑面积2400余平方米，有6个影厅和1个VIP厅共700余座[26]。
- 恒隆电影大世界，萧山区山阴路恒隆广场D座5F，由浙江省电影有限公司投资，总面积2800余平米，共设7个数码立体声影厅[27]。
- 大地数字影院，萧山区金城路333号开元·加州阳光商场4楼，是广东省大地电影院线有限公司在浙江省投资的第四家现代影院，有6个数字影厅近1600个座椅[28]。
- 杭州新世界影城，临平区南苑街道世纪大道235-8号4楼，有7个数字影厅共700多个座位[29]。
- 杭州上影国际影城，临平区临平藕花洲大街303号沃尔玛4楼，上海联和电影院线投资，有6个影厅[30]。
- 临平影城剧院，临平区木桥浜路58号